# برايان غامبل
برايان غامبل (بالإنجليزية: Brian Gamble) هو مصارع هاوي أمريكي، ولد في 24 أبريل 1970 في أوهايو في الولايات المتحدة.

## روابط خارجية
- برايان غامبل على موقع CageMatch worker (الإنجليزية)